# Мардакан
Мардака̀н (на азербайджански: Mərdəkan) е селище в източен Азербайджан, част от Хазарския район. Населението му е около 25 000 души (2019).
Разположен е на 2 метра надморска височина в Куро-Аракската низина, на северния бряг на Абшеронския полуостров и на 28 километра североизточно от центъра на Баку. Селището съществува от Античността, като в него е запазена крепост, първоначално построена през XII век. Днес то е предградие на Баку и морски курорт на Каспийско море.
В Мардакан се намира стадионът „Далга Арена“, построен през 2011 година и използван от националния отбор по футбол.

## Известни личности
Починали в Мардакан
- Зейналабдин Тагиев (1838 – 1924), бизнесмен и общественик